# Zapador

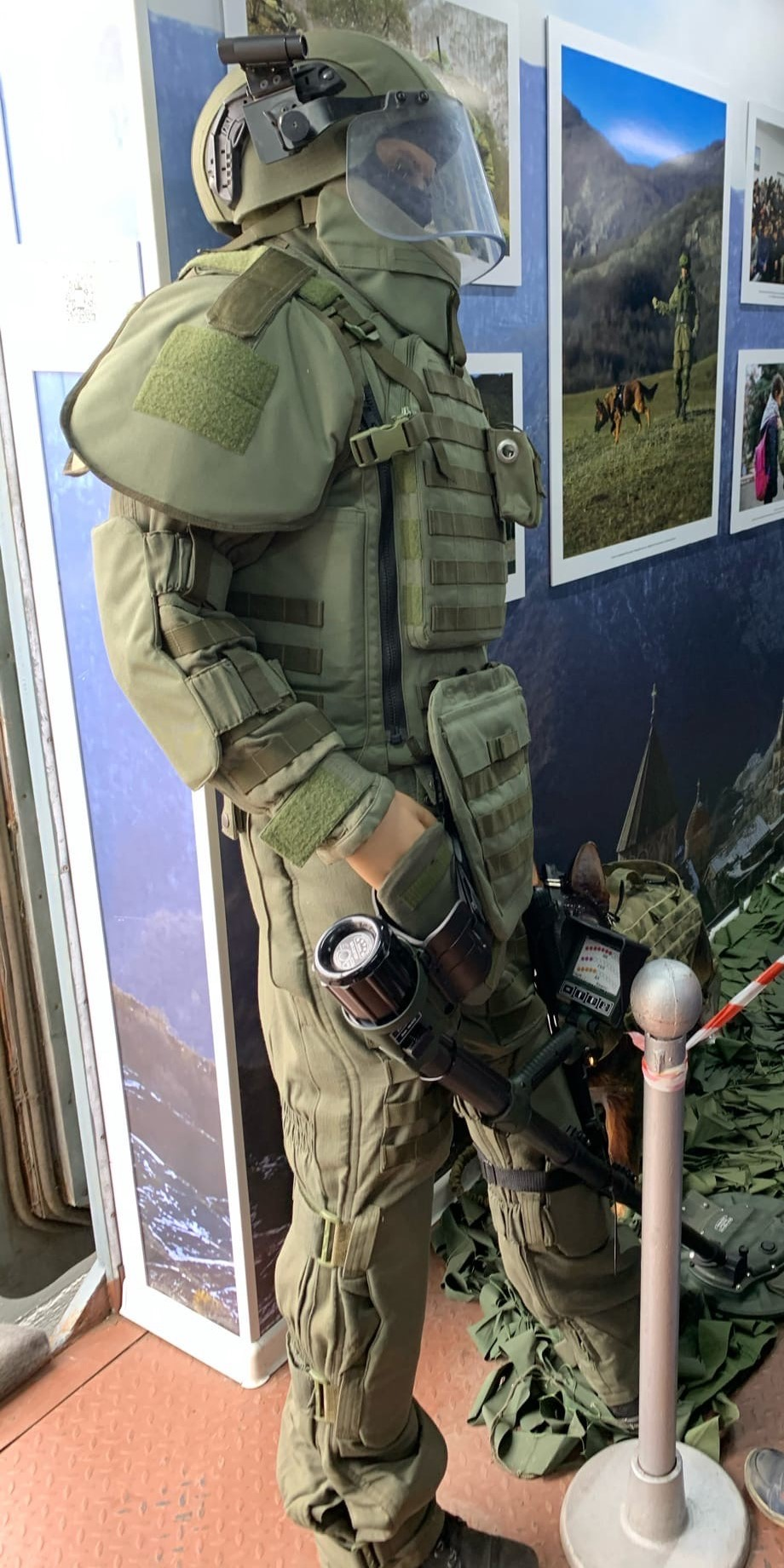
Equipo zapador moderno

Los zapadores o trabajadores de combate son los soldados que se dedican a la construcción de puentes y otras estructuras en tiempos de guerra. Su misión principal es facilitar el movimiento de los ejércitos propios o aliados y dificultar el de los enemigos.

## Descripción
Muchas veces estos anticipan el movimiento de otras tropas, ya que deben construir puentes y caminos (así como asegurar y limpiar los ya existentes), para el paso del resto de las tropas. Además son estas tropas las que limpian o plantan minas terrestres y se encargan además de las demoliciones. Son los que mayor conocimiento tienen sobre explosivos dentro de los ejércitos. Sus vehículos de combate, como el Churchill AVRE, suelen ser los más especializados y potentes, así como fáciles de reconocer. Esto se debe a que normalmente cuentan con cabrestantes para elevar cargas pesadas (por ejemplo, un carro blindado), y pueden llegar incluso a llevar un bloque motor sobre la carrocería.

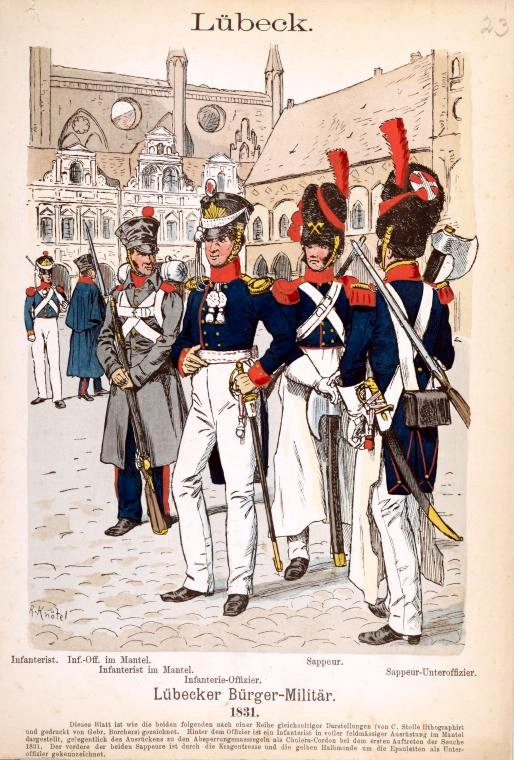
Zapadores con hachas de la milicia de Lubeca (1831).

Los zapadores son indispensables en el apoyo a la movilidad y la contramovilidad debido a que dan paso a través de brechas en campos de minas a la infantería, o bien tienden obstáculos para ralentizar al enemigo. Sus trabajos son muy variados y, aparte de eso, son capaces de combatir.

## Zapadores asirios
Cada ciudad tomada por los asirios los tuvo a ellos como protagonistas claves, socavando las defensas y abriendo huecos en las murallas con sus hachas y antorchas.